# موعد غرام (فلم)
موعد غرام هو فيلم مصري من إنتاج عام 1956.

## فريق العمل
إخراج: هنري بركات

تأليف:
- يوسف عيسى
- هنري بركات

### بطولة
- عبد الحليم حافظ
- فاتن حمامة
- عماد حمدي
- زهرة العلا
- رشدي أباظة

## أغانى الفيلم
| الأغنية          | الملحن       | المؤلف        |
| ---------------- | ------------ | ------------- |
| حلو وكداب        | محمود الشريف | مأمون الشناوي |
| صدفة             | كمال الطويل  | مأمون الشناوي |
| بيني وبينك إيه   | كمال الطويل  | مأمون الشناوي |
| لو كنت يوم أنساك | محمد الموجي  | مأمون الشناوي |

## روابط خارجية
- مقالات تستعمل روابط فنية بلا صلة مع ويكي بيانات